# Daredevil
Daredevil (también llamado Dan Defensor, Diablo Defensor, Diabólico o Intrépido en muchas de las traducciones al español), alter ego de Matthew Michael "Matt" Murdock, es un superhéroe ficticio que aparece en los cómics estadounidenses publicados por Marvel Comics. Daredevil fue creado por el escritor y editor Stan Lee y el artista Bill Everett, con una cantidad no especificada de aportes de Jack Kirby. El personaje apareció por primera vez en Daredevil #1 (abril de 1964) en la Edad de Plata de los cómics. La influencia del escritor y artista Frank Miller en el título a principios de la década de 1980. Daredevil es comúnmente conocido por apodos como "El hombre sin miedo" y el "Diablo de Hell's Kitchen".
Los orígenes de Daredevil provienen de un accidente que tuvo en su infancia la cual le dio habilidades especiales. Mientras crecía en el vecindario irlandés-estadounidense de Hell's Kitchen de la clase obrera, históricamente áspero y asolado por el crimen, en la ciudad de Nueva York, Matt Murdock es cegado por una sustancia radioactiva que cae de un camión después de salvar a un hombre de ser atropellado por un auto. Si bien ya no puede ver, la exposición radioactiva aumenta sus sentidos restantes más allá de la capacidad humana normal y le da un "sentido de radar". Su padre, un boxeador llamado Jack Murdock, lo apoya a medida que crece, aunque luego unos mafiosos lo matan después de negarse a perder un combate arreglado. Después de ponerse un traje rojo oscuro y amarillo (más tarde solo rojo), Matt busca venganza contra los asesinos de su padre como el superhéroe Daredevil, encontrándose con varios enemigos, como Bullseye y Kingpin. También se convierte en abogado después de haberse graduado de la Escuela de Derecho de Columbia con su mejor amigo y compañero de cuarto, Franklin "Foggy" Nelson.
Daredevil ha aparecido desde entonces en varias formas de medios, incluyendo series animadas, videojuegos y mercancías. El personaje fue retratado por primera vez en acción en vivo por Rex Smith en la película para televisión de 1989 The Trial of the Incredible Hulk, y luego por Ben Affleck en la película de 2003 Daredevil.
Charlie Cox interpreta al personaje en el Universo Cinematográfico de Marvel, apareciendo en las series de televisión de Marvel Television, Daredevil (2015-2018) y The Defenders (2017), regresó en la película de Marvel Studios, Spider-Man: No Way Home (2021, cameo), en las series de Marvel Studios para Disney+, She-Hulk: Attorney at Law (2022)y Echo (2024). Cox está listo para repetir el papel en Daredevil: Born Again (2025) que debutará con una primera temporada de 9 episodios.

## Trayectoria editorial
Daredevil fue utilizado en la iniciativa de reinicio llamada "Marvel Knights" (juego de palabras con Caballeros Marvel y Noches Marvel), en la que varias colecciones de personajes considerados como "vigilantes" comenzaron de nuevo desde el número uno. El guionista, director y actor Kevin Smith fue el encargado de escribir el título junto a los lápices del editor-jefe de Marvel Comics, por aquel entonces, Joe Quesada. El cómic Daredevil: Diablo Guardián tuvo una aclamada acogida y dio paso a otro equipo creativo que consagró el título como un renacimiento de la gloria del personaje. La colección fue retomada por Brian Michael Bendis, cuya habilidad para el género detectivesco fue de vital importancia para la etapa referida. Además, Bendis contó con la ayuda del guionista David Mack a partir del número 20 para unirse posteriormente con el dibujante Álex Maleev en Daredevil #25. La unión entre Bendis y Maleev continuó hasta alcanzar la conclusión de "Murdock Papers" (Daredevil Volumen 2 #1-80, Kevin Smith, Joe Quesada, David Mack, Brian Michael Bendis, Alex Maleev).
En este punto, la colección comienza a depender de otro gran escritor del cómic noir: Ed Brubaker, que junto al artista Michael Lark, conduce a Matt Murdock a enfrentarse con "el hombre tras la cortina", lo cual le causó grandes problemas durante la estancia del héroe en la cárcel. El objetivo principal que se pretendía alcanzar en esta etapa era mostrar a una nueva Vanessa Fisk (exesposa de su archienemigo Kingpin), autora de las principales desgracias del personaje. Al morir la antagonista, Brubaker obtiene una oportunidad para experimentar con viejos villanos (Mr Fear) o crear otros nuevos (Lady Bullseye). Durante los números en que este escritor estuvo a cargo, el arco "cruel e inusual" fue coescrito junto con su antiguo compañero del cómic Gotham Central, Greg Rucka. La etapa de Brubaker y Lark finaliza cuando Daredevil se transforma en el líder de la organización de asesinos orientales conocida como The Hand (La Mano), quienes ya se había enfrentado al héroe anteriormente. El número final toma la numeración sumada del volumen 1 y 2, y el título pasa a ser #500. (Daredevil Vol 2 #80-120 Ed Brubaker, Michael Lark, Greg Rucka).
Ed Brubaker fue relevado Andy Diggle, autor de la famosa The Losers perteneciente a la editorial Vértigo. Aun así, Diggle no se acercó a la calidad que Bendis o Brubaker otorgaron al personaje y a su mitología. El aporte del escritor fue el evento "Shadowland", en donde los héroes de Marvel se unirían para combatir a un corrompido Daredevil que había tomado control sobre el barrio de Manhattan Hell's Kitchen y actuaba bajo las órdenes de The Hand. En esta historia, Matt Murdock asesina a sangre fría a su gran enemigo Bullseye. Una vez finalizado este evento, Diggle abandona la colección tras publicar la miniserie de 4 números "Daredevil Reborn", donde narra la redención por la que pasa Matt tras "Shadowland". (Daredevil Dark Reign The List #1, Daredevil #501-511, Daredevil Reborn #1-4, Shadowland #1-5 Andy Diggle, Roberto de la Torre, Billy Tan)
Como parte de la marca "Big Shots", Daredevil junto con Punisher y Caballero Luna, reinicia numeración. El encargado de las historias del personaje pasa a ser el veterano autor Mark Waid, recordado por sus etapas en Flash y Capitán América. El tono de la colección cambia radicalmente ya que las nuevas historias del héroe comienzan a acercarse a sus primerizas etapas consideradas más "superheroicas" y menos oscuras. Este hecho supone a su vez una unión más cercana entre el personaje y el Universo Marvel.
Finalmente, Daredevil toma parte en la última formación de Los Nuevos Vengadores dirigida por Michael Bendis, quien incluyó al personaje en dicha serie durante los sucesos de "Fear Itself". (New Avengers vol 2 #16- 25. Brian Michael Bendis, Mike Deodato)

## Biografía del personaje

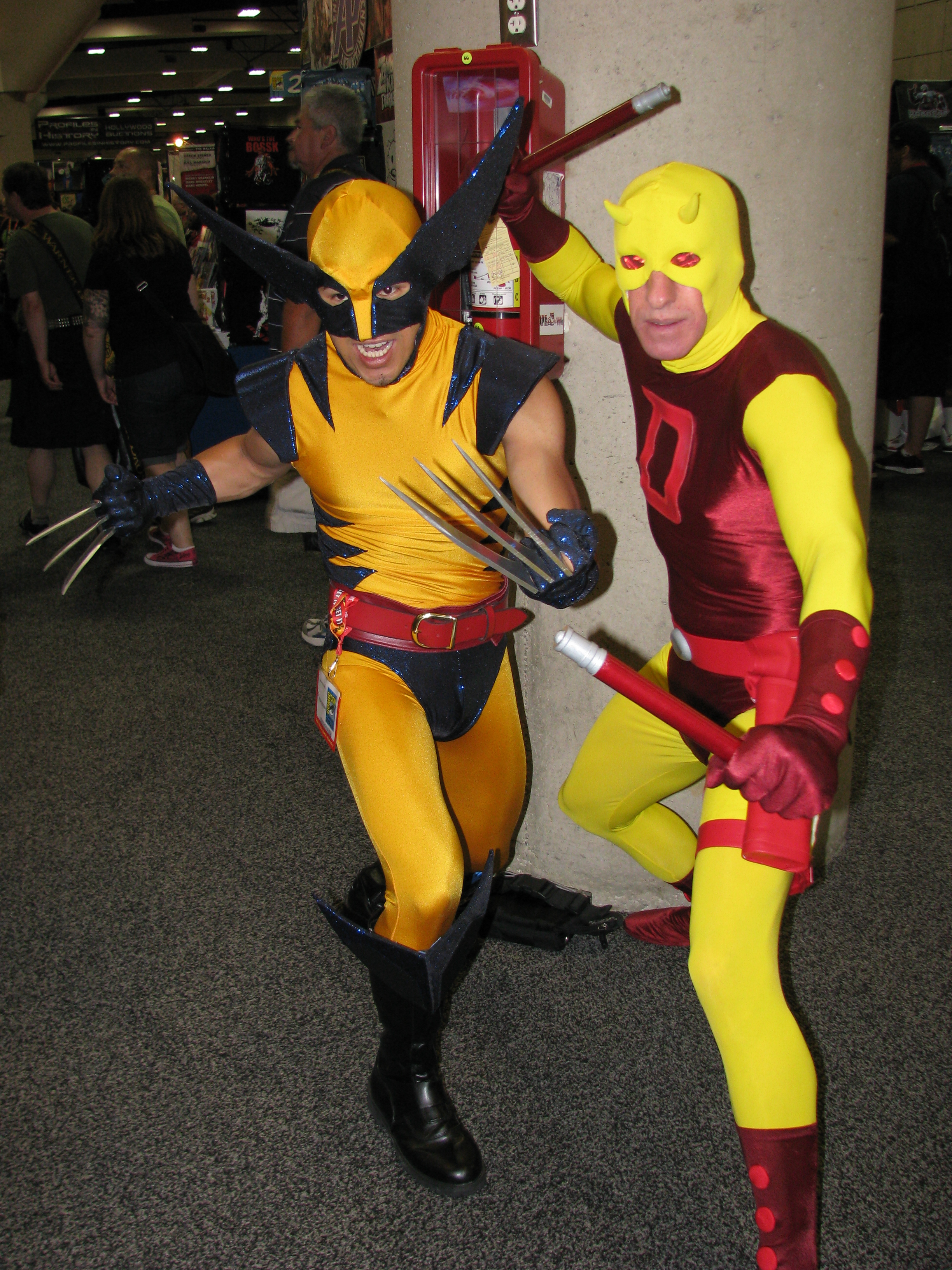
Un cosplay de Wolverine y Daredevil Cosplay en la San Diego Comic Con 2012.

El primer tema cubrió tanto los orígenes del personaje como su deseo de justicia para el hombre que había matado a su padre, el boxeador Jack "Batallador" Murdock, quien crio al joven Matthew Murdock en el vecindario Hell's Kitchen de Manhattan, Nueva York. Jack inculca en Matt la importancia de la educación y la no violencia con el objetivo de ver a su hijo convertirse en un hombre mejor que él mismo. En el curso de salvar a un hombre ciego del camino de un camión que se aproxima, Matt es cegado por una sustancia radioactiva que cae del vehículo. La exposición radioactiva aumenta sus sentidos restantes más allá de los umbrales humanos normales, lo que le permite detectar la forma y la ubicación de los objetos a su alrededor. Para apoyar a su hijo, Jack Murdock regresa al boxeo bajo el Fixer, un gánster conocido y el único hombre dispuesto a contratar al boxeador que está envejeciendo. Cuando se niega a lanzar una pelea porque su hijo está en la audiencia, es asesinado por uno de los hombres de Fixer. Habiendo prometido a su padre que no usaría la fuerza física para lidiar con las cosas, Matt cumple esa promesa adoptando una nueva identidad que puede usar la fuerza física. Adornado con un traje amarillo y negro hecho con las ropas de boxeo de su padre y usando sus habilidades sobrehumanas, Matt se enfrenta a los asesinos como el superhéroe temerario, causando involuntariamente que Fixer sufra un ataque cardíaco fatal.
Bajo la tutela del maestro ciego de artes marciales, Stick, Matt aprendió a dominar sus sentidos y se convierte en un luchador formidable. También, asiste a la Escuela de Derecho de Columbia en compañía de su mejor amigo, Franklin "Foggy" Nelson.
Daredevil se enmarcaría en una serie de aventuras que involucran a villanos como Kingpin, el Búho, Stilt-Man, el Gladiador y los Enforcers. En el número 16 (mayo de 1966), conoce a Spider-Man, un personaje que más tarde sería uno de sus mejores amigos héroes. Una carta de Spider-Man expuso involuntariamente la identidad secreta de Daredevil, obligándolo a adoptar una tercera identidad como su hermano gemelo Mike Murdock. Tuvo en ciertas ocasiones ayuda de las heroínas Viuda Negra y Elektra. Cabe destacar además las relaciones amorosas que Matt mantiene con los dos personajes recientemente citados.
En la etapa de Bendis y Maleev, destacan diversos sucesos como por ejemplo, el cual en que la identidad secreta de Daredevil es revelada por un periódico sensacionalista o en el que se divulga la noticia de que Daredevil definitivamente había derrotado a Kingpin y se declara a sí mismo el nuevo Kingpin de Nueva York. Para evitar la inhabilitación, Matt fue forzado a negar públicamente su identidad dual, aunque los ciudadanos de Nueva York siguen sin estar convencidos. En otra de sus historias, fue encarcelado por el FBI cuando dicha organización había sido avergonzada públicamente por Murdock. Este suceso condujo al confinamiento del héroe en una prisión en la que convivirá con muchos de sus enemigos, con la esperanza de que fuese asesinado.
En julio de 2011 Daredevil es relanzado con el primer número del volumen 3, bajo el guion de Mark Waid y el dibujo de Paolo Rivera. Waid redefinió el personaje al centrarse prioritariamente en sus aventuras y al hacer hincapié en los poderes del personaje y en su percepción del mundo físico. En los primeros números, Murdock descubre que no puede ejercer como abogado debido a las acusaciones que existen sobre su vida como justiciero. Por ello, el bufete Nelson y Murdock comienza a asesorar a los clientes para que sean ellos mismos quienes se defiendan en los tribunales. Tiempo después, Daredevil se une brevemente a los Nuevos Vengadores en una historia escrita por el anterior guionista del personaje, Brian Michael Bendis. Durante las siguientes sagas de la serie regular, Foggy comienza a dudar de la estabilidad mental de su amigo. Pero, al final se descubre que todo forma parte de un complot organizado por un villano. El volumen 3 llega a su fin con el número #36 (febrero de 2014) en que Matt se ve forzado a revelar su identidad secreta. Como consecuencia, pierde su licencia para ejercer como abogado en Nueva York, y decide mudarse a San Francisco.
Las aventuras del viaje de Nueva York a San Francisco son exploradas por Mark Waid y Chris Samnee en el cómic digital “Daredevil: Road Warrior”, reimpreso como el número #0.1 del volumen 4 y enmarcado dentro del evento “All-New Marvel NOW!”

## Grupos de afiliación
Aunque durante un tiempo no perteneció oficialmente a ningún grupo, Daredevil es miembro honorífico y ayudante ocasional de los Defensores y los Vengadores. También, trató de crear el grupo conocido como Marvel Knights junto con la Viuda Negra, Caballero Luna, Cloak y Dagger, y Shang-Chi. Además, el Capitán América le ofreció unirse a Los Nuevos Vengadores, pero Matt rechazó inicialmente la propuesta debido a que su identidad civil ya había sido revelada por el gobierno a los medios y, tras haberse iniciado una persecución contra su persona, no quiso involucrar a los demás miembros del nuevo equipo de los Vengadores en sus problemas personales. Como compensación por no poder unirse a dicho grupo, recomendó a Echo (la primera "Ronin") para que lo reemplazara. En los días previos a los acontecimiento de la guerra entre Vengadores y X-Men, motivados por el advenimiento de la Fuerza Fénix en busca de Hope, Daredevil se unió a los Nuevos Vengadores para luchar en su bando.

## Poderes y habilidades
Aunque el personaje es ciego tras el accidente que sufrió cuando era solo un niño, sus "cuatro" sentidos restantes funcionan con una precisión y sensibilidad sobrehumanas, lo que le otorga habilidades más allá de los límites de una persona vidente. Pocos personajes saben que el héroe no puede ver. Daredevil desarrolló un sentido de radar, que es similar a la ecolocación, habilidad que le permite percibir las formas y los objetos o personas que le rodean. El escritor / cocreador Stan Lee dijo que le preocupaba que las personas ciegas se sintieran ofendidas por la manera exagerada en que se incrementaban los sentidos de la persona ciega, pero que sus temores se habían mitigado con cartas de organizaciones como El Faro para los Ciegos que decía que las personas ciegas disfrutaban enormemente con la lectura de los cómics de Daredevil.
El Beyonder una vez restauró la vista de Daredevil, pero, ante la sospecha de un truco por parte de Beyonder, Daredevil inmediatamente insistió en que su ceguera sea nuevamente restaurada. Beyonder aceptó a regañadientes.
Cuando Frank Miller expandió la mayoría de las habilidades de Daredevil, intentó hacerlas "lo suficientemente extraordinarias como para ser emocionantes, pero no a la par con Superman", destacando los poderes increíblemente increíbles de Superman. Cuando Miller se unió al título en 1979, lo primero que le hizo al personaje fue "renovar" su sentido del radar y hacerlo menos distintivo y más creíble; quería que Daredevil tuviera la sensación de "proximidad" que algunos artistas marciales dicen tener. Debido al sensible tacto del personaje, Daredevil puede leer pasando los dedos sobre las letras en una página, aunque las páginas laminadas le impiden leer la tinta. Daredevil ha usado comúnmente su audiencia sobrehumana para servir como un polígrafo para interrogación escuchando los cambios en el latido del corazón de una persona. Esta habilidad puede ser engañada si el corazón de la otra persona no está latiendo a un ritmo natural, como si tuviera un marcapasos artificial.
Así como los otros sentidos de Daredevil son más fuertes, también son sensibles; Su principal debilidad es su vulnerabilidad a sonidos u olores poderosos que pueden debilitar temporalmente su sentido del radar. Esta debilidad se usa a menudo para inmovilizar a Daredevil. Alternativamente, la falta de sabor u olor de ciertas sustancias se puede usar contra él, como en un caso de una droga alucinógena diseñada para que Daredevil no pudiera decir que fue drogado. Sus sentidos son muy agudos, capaces de sentir la menor perturbación atmosférica creada momentos antes de que aparezca un personaje teletransportador. Las personas con velocidad sobrehumana, como Spider-Man, son demasiado rápidas para ser detectadas y atacadas por su sentido del radar.
Si bien su sentido del radar compensa principalmente su ceguera, tiene ciertas limitaciones. No puede percibir el color sin tocarlo, y solo puede leer material impreso si la tinta está lo suficientemente levantada para su sentido del tacto. La mayoría de las fotografías, televisores y pantallas de computadora están en blanco para él. Sin embargo, el sentido del radar ha demostrado en numerosas ocasiones la capacidad de ver a través de paredes y telas. El sentido del radar también le otorga un campo de visión omnidireccional. Estas dos últimas habilidades son las ventajas más notables que el radar tiene sobre la visión normal.
Aunque no tiene atributos físicos sobrehumanos más allá de un mayor sentido del equilibrio, Daredevil es un maestro de las artes marciales. Habiendo sido entrenado por Stick, Daredevil es un maestro combatiente cuerpo a cuerpo, destacando en el uso del bastón como arma de cuerpo a cuerpo que además es capaz de usar a distancia lanzándolo con una gran precisión. Sus movimientos típicos son mezclas únicas de las artes marciales de Ninjutsu, Daitō-ryū, Aikido, Judo, Karate, Jujitsu, Kung Fu, Silat (arte marcial), Capoeira, Wrestling y Eskrima combinados con el boxeo de estilo americano. Aprovechando al máximo sus capacidades gimnásticas.
El arma característica de Daredevil es su bastón diseñado y creado por el mismo. Disfrazado como bastón de un hombre ciego con atuendo de civil, es un arma y herramienta de uso múltiple que contiene 30 pies de cable de control de aviación conectado a un gancho de acero endurecido. Los mecanismos internos permiten que el cable se enrolle y desenrolle perfectamente, mientras que un poderoso resorte lanza el rezón. El mango se puede enderezar para usarlo al lanzar. El bastón se puede dividir en dos partes, una de las cuales es un bastón de combate y la otra termina en un gancho curvo.
En su identidad civil, Murdock es un abogado experto y respetado de Nueva York. Es un experto en detectives, rastreadores y expertos en interrogación, además de ser un experto tirador.
Después de que su identidad fue expuesta públicamente y se vio obligado a mudarse a San Francisco, la identidad secreta de Matt Murdock como Daredevil fue restaurada por los Niños Púrpuras, los hijos de su viejo enemigo, el Hombre Púrpura. De la descripción dada por los Niños Púrpuras, su influencia hace que sea imposible para cualquiera determinar la identidad secreta de Daredevil a través de la investigación deductiva, a menos que en realidad les diga quién está debajo de la máscara, o que alguien lo desenmascare.

## Enemigos
En sus primeros años, Daredevil luchó contra varios supervillanos disfrazados, siendo el primero de ellos Electro, un enemigo destacado de Spider-Man, en Daredevil #2. A lo largo de los años se introdujeron varios villanos recurrentes, como el Búho, el Hombre Púrpura, Sr. Miedo, Stilt-Man, Gladiador, Jester, el Hombre-Toro, y Death-Stalker. El dúo de supervillanos de Cobra y el Sr. Hyde se han enfrentado con frecuencia a Daredevil, y Hyde ha luchado solo contra Daredevil en varias ocasiones. El asesino psicótico Bullseye fue presentado por Marv Wolfman en el número 131, y fue un antagonista frecuente durante los siguientes seis años de la serie.
Comenzando con la carrera de Frank Miller en Daredevil, su galería tradicional de villanos se usó con menos frecuencia, y Kingpin se convirtió en el archienemigo de Daredevil. Al igual que Hombre Púrpura, Death-Stalker, Assassin y muchos otros, Kingpin conoce desde hace mucho tiempo la identidad secreta de Daredevil. Su carrera como villano central de la serie terminó con el número 300, pero en ocasiones continúa amenazando a Daredevil. Elektra hizo su debut como cazarrecompensas, y aunque su tiempo como parte de la galería de villanos de Daredevil fue breve (abarcando apenas un año de la serie), su pasado romántico con él es una parte importante del mito. En Daredevil #254, Ann Nocenti presentó a Typhoid Mary, una asesina de Kingpin con trastorno de identidad disociativo (el término diagnóstico para personalidades múltiples), que se convertiría en una enemiga prominente de Daredevil.

## Otras versiones

### 1602
En Marvel 1602 de Neil Gaiman, ambientada en la Tierra-311, Matthew Murdoch (conocido como The Bard) se presenta como un baladista ciego. En secreto es un aventurero a sueldo, que cobra precios excesivos a cualquiera que tenga el dinero, por cualquier trabajo. Matthew, cuando era niño, era un niño intrépido que exploraba cualquier lugar. Un día descubrió una cueva oscura que brillaba en el interior de una sustancia verde. De niño, a Matthew no le importaba probarlo, así que lo hizo para saber qué era. Pronto regresó por donde vino. Más tarde, su madre lo encontró con fiebre y descubrió que su hijo está completamente ciego. Aunque perdió la vista, el resto de los sentidos de Matthew se intensificaron con una agudeza sobrehumana. Mateo viajó como un mendigo ciego y poeta, cantando canciones de héroes y apareciendo débil e indefenso. Su verdadera naturaleza se revelaría cuando estuviera trabajando para un cliente o fuera atacado.
El jefe de espías de la reina de Inglaterra, Nicholas Fury, lo había contratado para cazar y proteger a Donal, el guardián templario del bastón de Thor. En el camino para encontrarse con Donal, se encontró con una mujer llamada Natasha (también conocida como la Viuda Negra), a quien se refirió como la mujer más peligrosa de Europa. Su análisis de Natasha demostró ser muy preciso cuando ella lo traicionó al romperle una botella en la cabeza y empujar a Matthew desde un puente hacia un cañón debajo. Murdoch sobrevivió y apareció de nuevo en una cueva oscura justo a tiempo para salvar a Donal de ser atacado por los hombres de Natasha. Matthew intenta rescatar a Donal de ella llevándolo lo más lejos que pueda. Pero Natasha hizo rodear la entrada de la cueva con una guarnición de hombres, enviados por el conde Otto von Doom de Latveria para capturar el tesoro del anciano, Donal y Matthew Murdoch. Doom los encarcela en una de las celdas de su castillo y trabaja para descubrir los secretos de la chuchería dorada que Donal le dio para distraerlo del verdadero tesoro: el bastón. Donal también está en contacto con el Doctor Strange, el antiguo mago y médico de la corte de la Reina, quien les informa que un grupo de héroes se dirige al castillo.
Cuando el Capitán de Los 4 Fantásticos encarcelado arremete contra su prisión de piedra, sacude el castillo desde sus cimientos y libera a Murdoch y Donal. Murdoch usa sus habilidades para cargar al anciano y saltar de pared a pared hasta el patio muchos metros más abajo. Cuando los hombres de Doom los acorralan, después de que Donal exige encontrar su bastón, el anciano lo usa para transformarse en el Dios del Trueno, Thor. Thor usa sus poderes inmortales para detener a los hombres de Doom y ayudar a la raza hechicera de Carlos Javier en su ataque al castillo de Doom, lo que finalmente permite que Doom use la electricidad de Thor para hacer explotar la esfera dorada que Donal le había dado, dejando cicatrices en Doom y llevándolo al borde de la muerte. Mientras Donal, como Thor, se une al grupo a bordo de su nave, que se dirige al Nuevo Mundo para arreglar el desgarro en su universo, Murdoch usa sus propios medios para dejar Latveria.

### 2099
- Marvel Knights Daredevil 2099 es Samuel Fisk, un nieto de Wilson Fisk, que siente algo de remordimiento por las acciones de su abuelo y continúa con el legado de Daredevil, así como con el legado de Kingpin que heredó.
- El one-shot 2099 A.D. Genesis (enero de 1996) introdujo una versión Marvel 2099 de Daredevil, oponiéndose a los criminales corporativos de Alchemax en una Nueva York futurista. Su verdadera identidad es Eric Nelson, nieto del antiguo socio de Matt Murdock, Franklin "Foggy" Nelson.

### Era de Apocalipsis
En la línea de tiempo de Era de Apocalipsis (Tierra-295), Keeper Murdock sirve a Mikhail Rasputin, uno de los Cuatro Jinetes de Apocalipsis. La exposición a desechos tóxicos durante su tiempo en uno de los campos de trabajo para humanos de Apocalipsis causó la ceguera y los poderes de Murdock, aunque creía que sus poderes se los otorgaba un implante que le había dado Rasputín. Cuando accidentalmente tocó a un incapacitado Émpata, se dio cuenta del error de sus caminos, luego sacó a Empath de su miseria golpeándolo hasta matarlo con su Billy Club. Renunciando a Mikhail, Murdock se quitó la visera y se dio cuenta de que sus sentidos mejorados no eran el resultado de su aumento cibernético. Murdock se derrumbó al darse cuenta de cuántos años Mikhail lo había estado manipulando.
Diez años después, se ve a Murdock trabajando para Arma Omega, el reemplazo de Apocalipsis. Se desempeña como guardián de la ciudad de New Apocalypse y usa su sentido para monitorear a los humanos que intentan ingresar a la ciudad. Se le ve cazando a Harper Simmons y pelea mano a mano con Prophet, pero fue derrotado con un gas venenoso que permitió a Prophet escapar con los X-Terminators.

### Amalgam
En el universo de Amalgam Comics, Slade Murdock es un mercenario ciego en New Gotham City que actúa bajo el nombre de "Dare the Terminator", debido a los desafíos que acepta y que pocos se atreven a desafiarla. Dare es una combinación femenina de Daredevil y Deathstroke the Terminator de DC Comics.

### House of M
En el crossover House of M, Matt Murdock/Daredevil tiene una relación sentimental con She-Hulk. Los orígenes y el alcance de sus poderes nunca se explican, pero es muy similar a su contraparte principal. También se desconoce si obtuvo las habilidades de lucha de sus sentidos radiactivos, o si las obtuvo cuando Layla Miller lo "despertó".

### Tierra X
En la serie Tierra X, hay al menos tres "Daredevils" alternativos diferentes. Primero, en un juego de palabras visual interesante, Kurt Wagner finalmente retrocede en el tiempo para convertirse en el demonio de piel roja Belasco. Pero en última instancia, cuando vuelve a convertirse en un héroe, va a Hell's Kitchen (los antiguos terrenos del Daredevil original), para convertirse en el protector del vecindario.
En segundo lugar, en el más allá, Matthew Murdock se muestra como parte de Avenging Host.
En tercer lugar (y más prominente) un doble invulnerable, pensado por Thing para ser Deadpool, se hace llamar Daredevil, además de ponerse un disfraz que se ve en algún lugar entre el de Daredevil y Evel Knievel. Esta versión anhela su propia muerte. Ben Grimm intenta repetidamente adivinar la identidad de Daredevil, adivinando Deadpool al principio y luego una serie de otros personajes oscuros de Marvel, pero Daredevil niega ser ninguno de ellos. Finalmente, Machine Man se enfrenta a Daredevil y revela que nunca fue un personaje de Marvel conocido anteriormente: es un personaje original del universo Tierra X.

### End of Days
Daredevil: End of Days es una miniserie de cómics de ocho números de 2013 que narra los últimos días de Daredevil. Durante su batalla final con Bullseye, Daredevil susurra la sola palabra "Mapone" a Bullseye antes de ser asesinado por un golpe en la cabeza con su propio garrote. Varios años antes de su muerte, Daredevil se enfrentó a Kingpin cuando regresó a Hell's Kitchen. Fisk había hecho un trato con el gobierno y Daredevil, al no ver otras opciones para detener a Fisk, lo mató frente a muchas personas en las calles. Después de matar a Fisk, Daredevil desapareció muchos años hasta su batalla final con Bullseye, habiéndose alienado o rechazado por sus amigos y compañeros superhéroes. Matt había estado entrenando a Tim Urich, el hijo adoptivo de un viejo amigo Ben Urich, para convertirse en el nuevo Daredevil. Después de terminar el entrenamiento de Tim y darse cuenta del regreso de Bullseye a Hell's Kitchen, Daredevil regresó para evitar que sus enemigos pasados afectaran a su sucesor. Sus acciones durante su batalla final enloquecieron a Bullseye con curiosidad por la palabra "Mapone", lo que lo llevó a suicidarse.
Se revela que Matt había tenido una hija llamada Mapone Romanova con la Viuda Negra. Después de la muerte de Natasha, Matt y Mapone aparentemente se distanciaron. Matt también fue supuestamente el padre de otros cuatro hijos con varias de sus amantes anteriores: Elektra Natchios tiene un hijo también llamado Matthew, Milla Donovan tiene un hijo llamado Franklin, y Mary Walker es la madre de gemelos.

### Exiles
El Daredevil de Tierra-181 es un asesino que trabaja para el Kingpin de su realidad.

#### Tierra-13584
En la Tierra-13584, Daredevil aparece como miembro de la pandilla de Spider-Man.

### Secret Wars
Durante la historia de "Secret Wars", aparecen diferentes versiones de Daredevil en Battleworld.
- En "Howard el Humano", una versión de ratón de Matt Murdock llamada Mouse Murdock aparece en el dominio Battleworld de New Quack City. Mouse Murdock ayuda a Howard el Humano diciéndole que el informante asesinado que Howard estaba investigando se estaba haciendo la zarigüeya de Wilson Fisk (que es un gorila). Fisk envía monos ninjas tras ellos, pero Murdock los derrota a todos y luego le da la ubicación del paradero de la zarigüeya.[49]
- En el dominio de Battleworld de Limbo, Matt está casado con Karen. Es hechizado por Mephisto antes de la noche del Infierno final para que piense en Typhoid Mary y es atacado por Mephisto, que estaba disfrazado de ella. Karen salva a Matt cortándole la cabeza a Mephisto y comparten un beso final cuando el mundo comienza a desmoronarse.[50]

### Marvel Mangaverso
Marvel Mangaverso presenta una versión de Daredevil llamada Devil Hunter. Su traje sigue el patrón de un oni, o demonio japonés.

### Universo Marvel Zombies
Daredevil aparece en la serie limitada Marvel Zombies Vs. Army of the Darkness. Mientras aún no está zombificado, se le ve luchando contra el villano Thunderball. Ash, malentendido, inesperadamente ayuda a Thunderball a ganar la pelea.
Daredevil también aparece en Marvel Zombies: Dead Days. Él aparece en la escena para salvar a Nova aterrorizado del Spider-Man zombificado, diciendo que tienen que matar a Spider-Man de inmediato. Irónicamente, se convierte en un zombi cuando Spider-Man lo muerde en la espalda porque Nova tiene demasiado miedo para ayudarlo.
En la serie limitada de Marvel Zombies, Daredevil se encuentra entre los que persiguen y finalmente se comen a Magneto, pero no antes de que Magneto lance un rayo en forma de I por completo a través de su torso. Se supone que finalmente es destruido después de que varios zombis obtienen el Poder Cósmico e incineran a todos los demás zombis.

### MC2
En la línea de tiempo alternativa publicada bajo el sello MC2, Daredevil es asesinado por Kingpin mientras salva la vida de Kaine. Kaine intenta revivir a Daredevil mediante la brujería, pero sin darse cuenta une el alma de Daredevil y el demonio Zarathos con Reilly Tyne, quien se convierte en el superhéroe Darkdevil.

### Mutante X
La versión del universo alternativo de Daredevil en la serie Mutante X usa un traje similar al del personaje del mismo nombre publicado por Lev Gleason Publications durante la década de 1940 como homenaje.

### Viejo Logan
En la historia Viejo Logan en un futuro alternativo en la Tierra-807128, cincuenta años después de que los superhéroes perdieran una gran batalla, dos jóvenes vestidos como Daredevil y Punisher son encontrados encadenados en un poste por un nuevo Kingpin, que ha matado a Magneto. en el pasado, después de un intento de misión para liberar la ciudad de él. El hombre disfrazado de Daredevil pregunta por el paradero de la nieta de Spider-Man, Ashley Barton, quien también es hija del Vengador Hawkeye. El nuevo Kingpin afirma que todavía está pensando en qué hacer con ella y que Daredevil y Punisher se salieron con la suya fácilmente. Luego ellos son comidos por Velociraptorres.
En Viejo Hawkeye, la precuela del arco original de "Old Man Logan", se revela que Matt es uno de los pocos héroes que quedan con vida. Después de que los villanos conquistaran la mayor parte del planeta, Matt escapó al Himalaya y formó su propio dojo mientras tomaba el alias de su maestro, "Stick". Cuando Clint Barton pierde la visión luego de un ataque de Avalanche, busca la ayuda de Stick para aprender a lidiar con su ceguera y continuar la lucha contra Red Skull, Matt acepta ayudarlo.
En las páginas de "Old Man Logan" que tiene lugar en la Tierra-21923, Enchantress luchó contra She-Hulk, Daredevil y Caballero Luna. Después de que Punisher mató a Electro, Enchantress lanzó un hechizo que hizo que los sonidos se amplificaran lo suficiente como para que los sentidos de Daredevil se sobrecargaran lo suficiente como para que su cabeza explotara.

### Noir
En Daredevil Noir, parte del sello Marvel Noir, Matt Murdock fue cegado por el asesino de su padre, quien brutalmente golpeó su cabeza contra una pared de ladrillos, dejándolo ciego. Aunque deseaba convertirse en abogado, su estilo de vida empobrecido se lo negaba, dejándolo como actor, bajo el nombre de Daredevil. Más tarde salió a las calles como justiciero, matando a los delincuentes para vengar a los que mataron.

### Runaways
En un futuro alternativo de Runaways, Daredevil es miembro del equipo de Vengadores de Heroine.

### Ruins
En los dos números de la serie limitada Ruins de Warren Ellis, un titular de periódico revela que Matthew Murdock resultó fatalmente herido cuando un camión atómico se estrelló y le derramó una sustancia radiactiva en la cara. Por lo tanto, nunca se convirtió en Daredevil.

### Spider-Ham
El cómic de animales parlantes Spider-Ham del sello de cómics infantiles de Marvel Star Comics incluía versiones de Daredevil llamadas "Daredevil" y "Deviled Ham".

### Spider-Gwen
Matt Murdock actúa como el principal antagonista de la mayor parte de Spider-Gwen. Su entrenamiento ninja, antecedentes legales y poderes son los mismos que los de su contraparte principal. Sin embargo, eventualmente se convierte en la versión de Kingpin de este mundo y constantemente antagoniza a Gwen Stacy, quien es Spider-Woman de esta dimensión.

### Teenage Mutant Ninja Turtles(Mirage Studios)
La historia de las Tortugas Ninja en los cómics originales es que eran cuatro tortugas mascota recién nacidas propiedad de un niño que fueron salpicadas por un compuesto mutagénico y arrojadas a las alcantarillas cuando su dueño estuvo involucrado en un accidente que involucró a un camión que transportaba dicho compuesto. Las circunstancias de su creación se diseñaron intencionalmente para parecerse al origen de Daredevil, y las escenas incluso se dibujaron de manera similar. Los creadores del cómic confirmaron más tarde que el niño estaba destinado a ser un joven Matt Murdock, explicando las propias habilidades de Daredevil como resultado de la exposición al mutágeno.

### Ultimate Marvel
La versión Ultimate Marvel de Daredevil (Matt Murdock) ha aparecido en dos series limitadas diferentes, Ultimate Daredevil y Elektra escritas por Greg Rucka, y Ultimate Elektra, un equipo para derrotar a Kingpin. Se revela en Ultimate Spider-Man # 109 que su padre Jack era un boxeador asesinado por Kingpin (también conocido como Wilson Fisk) cuando Jack no lanzaba un fósforo. Más tarde, después de que Kingpin incendia las oficinas legales de Murdock, un Daredevil enloquecido irrumpe en los apartamentos de Fisk y amenaza con asesinar a la comatosa Vanessa Fisk, pero es convencido de no hacerlo por Spider-Man.
Durante la inundación de Magneto en Nueva York durante el Ultimátum en el que mueren millones de personas, Daredevil es encontrado muerto por Spider-Man y Hulk.

#### Ray Connor
Una nueva iteración exclusiva de Daredevil (Ray Connor) aparece en Ultimate Comics: Avengers. Es descubierto y entrenado por Stick después de experimentar un accidente similar al que le dio poderes a su predecesor. En una nota algo relacionada, Conner es fanático de Spider-Man. Algún tiempo después de ser conocido públicamente como el nuevo Daredevil, él y Stick son atacados por los vampiros de Vampiro X y convertidos. Atrayendo a los Vengadores a su alcantarilla, Daredevil muerde al Capitán América. Justo cuando Daredevil estaba a punto de matar a Blade, el Capitán América teletransporta al Triskelion al desierto de Irán usando el martillo del difunto Perun, dejando el destino de Ray desconocido pero presumiblemente muerto.

### What If
En What If Everyone Knew Daredevil Was Blind?, Electro se dio cuenta del secreto de Daredevil cuando ayudó a Spider-Man en una pelea, Electro se dio cuenta de que Daredevil no se molestó cuando disparó un destello de luz particularmente intenso. Aunque Matt trató de continuar con normalidad, cuando Owl atacó a Daredevil con armas diseñadas específicamente para explotar los sentidos agudizados de Matt, Matt decide someterse a una operación arriesgada para restaurar su vista. Cuando la exposición a otra dosis de desechos radiactivos privó a Matt de sus sentidos mejorados y lo dejó con la vista, después de derrotar el intento de Owl de organizar un juicio simulado, Matt decidió retirarse de su carrera disfrazada y postularse para fiscal de distrito.
En What If Karen Page had Lived?, cuando Karen sobrevive al intento de Bullseye de matarla como parte del último plan de Mysterio, el miedo a perderla llevó a Matt a matar a Kingpin por su papel en el plan. A pesar de la defensa de sus amigos, Matt fue sentenciado a 44 años de prisión por el asesinato de Fisk, pero lo dejaron solo en prisión debido al miedo de los otros prisioneros, y Nick Fury lo consultaba a menudo sobre asuntos legales. Finalmente fue liberado después de 15 años por buen comportamiento. Sin embargo, al comienzo del cómic, se revela que toda la historia es la especulación de la versión principal del Universo Marvel de Brian Michael Bendis, el propio escritor, quien hace un cameo como narrador.

## Adaptaciones a otros medios

### Televisión

#### Acción en vivo
- En 1975, Ángela Bowie se había asegurado los derechos de televisión para Daredevil y la Viuda Negra con una duración de un año para producir una serie de televisión basada en los dos personajes. Bowie tenía como fotógrafo a Terry O'Neill para tomar una serie de fotos de ella como Viuda Negra y al actor Ben Carruthers como Daredevil (con vestuario de Natasha Korniloff), pero este proyecto nunca llegó a realizarse.[61]
- En 1983, ABC planeó un piloto Daredevil de acción en vivo. El escritor ganador del Premio de la Academia, Stirling Silliphant, completó el borrador del programa, pero no se emitió.[62]
- Su primera aparición fue como coestrella en la película El juicio del increíble Hulk. Cuando David Banner (Bill Bixby) es arrestado, Matt Murdock ayuda a demostrar la inocencia de Banner. Daredevil le cuenta sus orígenes a Banner, que en esta versión implica que Murdock fue inspirado por un oficial de policía para convertirse en un héroe. Más tarde, con la ayuda de Hulk, él lucha contra Kingpin (John Rhys-Davies), y solo llamó a Wilson Fisk aquí.[63] Sin dejar de ser bastante fiel al material de origen del temerario libros de historietas, el cambio más grande fue que el traje tradicional de Daredevil, incluyendo sus cuernos, fue reemplazado por un atuendo de ninja negro. Daredevil más tarde usaría un atuendo negro similar en la miniserie Daredevil: El Hombre sin Miedo de Frank Miller y John Romita Jr. en 1993, así como en la serie de televisión Marvel.

#### Animación
- Daredevil hace su primera aparición en la televisión como Matt Murdock en Spider-Man and His Amazing Friends, en el episodio "El ataque del aracnoide", con la voz de Frank Welker.[64] Se desempeñó como abogado de Spider-Man en el momento en que fue incriminado por Zoltan Amadeus.
- En la década de 1980, la ABC había planeado una serie de televisión animada de Daredevil acompañado de un perro guía llamado "Relámpago El Súper-Perro".[65][66] El escritor de televisión Mark Evanier dijo en 2008 que él era el último en una larga serie de guionistas que había escrito un piloto y episodios de la serie. Sin embargo, esta iniciativa tampoco fue llevada a cabo.[65]
- Daredevil apareció como coprotagonista en la serie animada de los años 90 Spider-Man en los episodios "Inculpado" y "El hombre sin miedo", con la voz de Edward Albert.[64] Su ceguera clásica se produjo después de que accidentalmente vio a su padre participar en algo altamente ilegal. Después de que Jack Murdock fue desechado por Kingpin, Matt Murdock fue entrenado por Stick, lo que lo llevó a convertirse en Daredevil. Años más tarde, J. Jonah Jameson contrata a Matt Murdock para defender a Peter Parker cuando Richard Fisk lo incrimina para espionaje industrial. Estos episodios se incorporaron más tarde a la película animada directa a DVD Daredevil vs Spider-Man.
- Daredevil aparece en el episodio de los Cuatro Fantásticos de la década de 1990 en el episodio 14, titulado Y el ciego los guiará (para Hispanoamérica y España)", expresado por Bill Smitrovich.[67] Ayuda a los Cuatro Fantásticos impotentes a entrar en el Edificio Baxter cuando el Doctor Doom se hace cargo.
- Se hicieron fotos de producción para una serie animada propuesta de Daredevil destinada a transmitir en Fox Kids.[68]
- Daredevil es mencionado en la serie Iron Man: Armored Adventures, en el episodio 21 de la segunda temporada.
- Daredevil aparece en el episodio de X-Men '97, "La Tolerancia es Extinción - Parte 3".

### Cine
- En 2003, 20th Century Fox lanzó la película Daredevil, escrita y dirigida por Mark Steven Johnson. El actor Ben Affleck interpretó al personaje principal. Los villanos de esta entrega fueron Bullseye (Colin Farrell) y Kingpin (Michael Clarke Duncan). Su interés amoroso fue Elektra (Jennifer Garner), que años después tendría su propia adaptación cinematográfica.

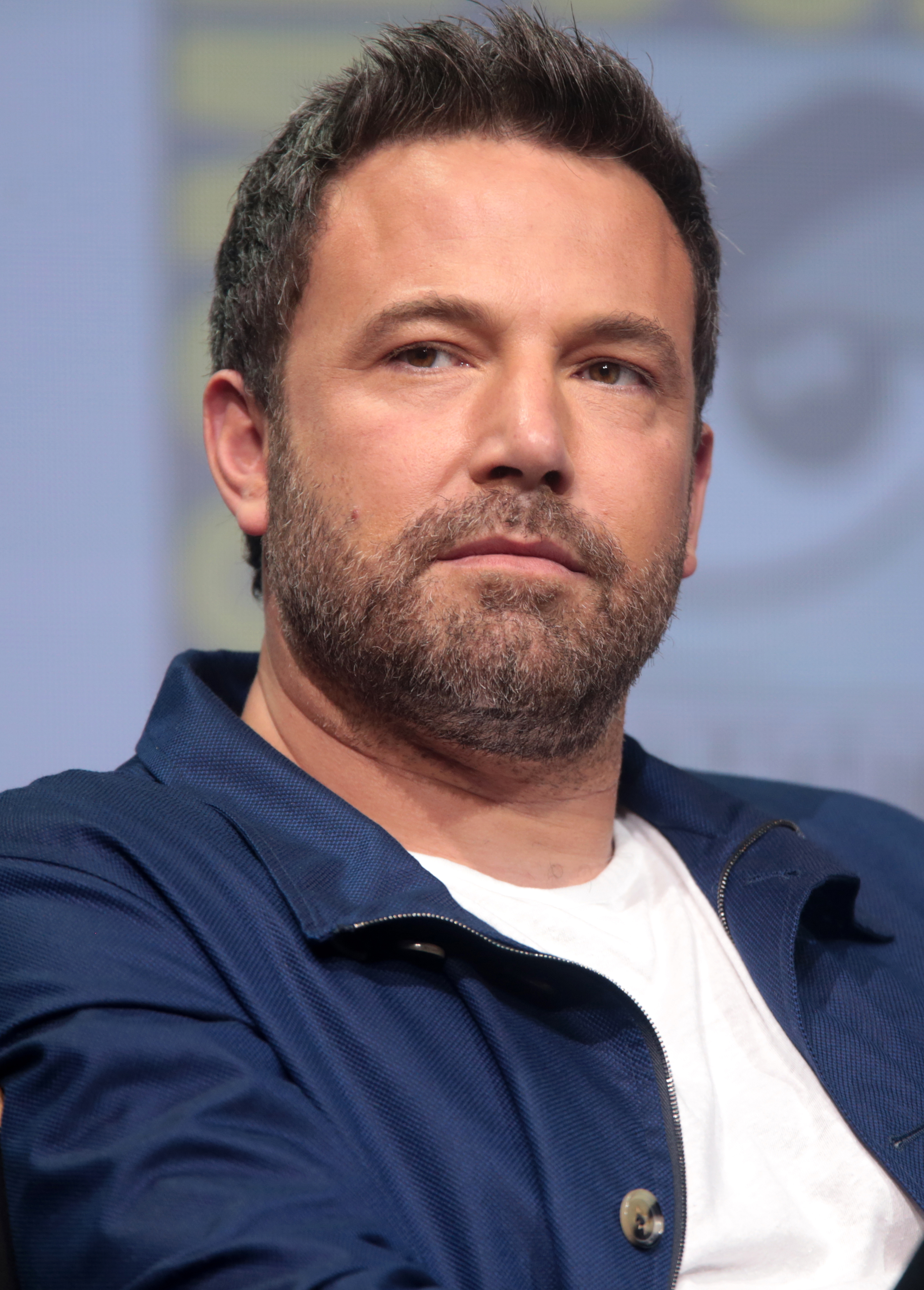
Ben Affleck es el actor protagonista de su peli homónima.

- Una escena eliminada en la película Elektra de 2005, incluida posteriormente en Director's Cut, tiene a Ben Affleck repitiendo brevemente el papel en una secuencia de ensueño.

### Marvel Cinematic Universe
- El 6 de noviembre de 2013, Disney y Marvel anunciaron que una nueva serie de televisión Daredevil basada en el personaje, se lanzaría en Netflix.[69] En diciembre de 2013, Marvel confirmó que Drew Goddard sería el productor ejecutivo y showrunner de la serie, y sería escribiría y dirigiría el primer episodio.[70] Para el 24 de mayo de 2014, Goddard había salido como showrunner, siendo reemplazado por Steven S. DeKnight. Goddard debía permanecer con el espectáculo como consultor.[71] El 27 de mayo, Charlie Cox fue contratado para protagonizar la serie.[72] La filmación comenzó en julio de 2014.[73] La primera temporada se estrenó el 10 de abril de 2015,[74] la segunda temporada se lanzó el 18 de marzo de 2016,[75][76] y la tercera temporada el 19 de octubre de 2018.[77] Cox también retoma el papel en The Defenders, una miniserie de crossover.[78]
- En noviembre de 2013, el CEO de Disney, Bob Iger, declaró que si los programas de televisión de Marvel Netflix como Daredevil se vuelven populares, "es muy posible que se conviertan en películas".[79] Charlie Cox vuelve interpretar al personaje en Spider-Man: No Way Home (2021),[80] en el que limpia con éxito el nombre de Peter Parker de la muerte de Mysterio e intenta sutilmente que Happy Hogan lo contrate describiéndose a sí mismo como y diciéndole a Hogan que necesitará "un abogado realmente bueno" para defenderlo de las acusaciones de robo de tecnología de Industrias Stark. La película no hace referencia a su identidad de superhéroe más allá de una breve muestra de sus sentidos mejorados cuando atrapa un ladrillo arrojado a través de la ventana de los Parker.[80]
- El 17 de marzo de 2022, una edición de Production Weekly informó que Marvel Studios estaba desarrollando un proyecto de reinicio de Daredevil, con Kevin Feige y Chris Gray adjuntos como productores. Se espera que la producción comience a finales de 2022 o 2023.[81] Al mes siguiente, se reveló que Cox también se había unido al elenco de la serie de televisión de Disney+ Echo (2024) junto a su coprotagonista de Daredevil, Vincent D'Onofrio, quien había recientemente repitió el papel de Wilson Fisk/Kingpin en la serie Hawkeye (2021).[82]
- Murdock repite su papel en She-Hulk: Attorney at Law (2022).[83] En 2025, Murdock recibe un traje de Daredevil recoloreado por el sastre Luke Jacobson de Los Ángeles, y lo defiende semanas después contra Jennifer Walters en una demanda por responsabilidad del producto presentada por su cliente, Eugene Patilio. Después de la corte, Murdock se encuentra con Walters en un bar. Él le advierte que ella está en una posición especial para ayudar a los demás; como abogada, puede ofrecer recursos legales a los necesitados, y puede tomar medidas como She-Hulk cuando falla la ley, y los dos expresan atracción mutua. Más tarde persigue a Patillo como Daredevil, ya que Patillo secuestró a Jacobson. Walters llega mientras She-Hulk y la pareja pelean hasta que Daredevil explica la situación. Luego unen fuerzas y derrotan a Patillo y sus matones y liberan a Jacobson. Esa noche, duermen juntos y Murdock regresa a Hell's Kitchen a la mañana siguiente. Más tarde regresa a Los Ángeles para una estadía de una semana y comienza a salir con Walters, conoce a su familia, incluidos Bruce Banner y su hijo Skaar, en una barbacoa.

### Videojuegos
- Daredevil hizo su primera aparición en el mundo de los videojuegos en un cameo en Venom/Spider-Man: Separation Anxiety lanzado en 1995.[84] El superhéroe tenía un papel más amplio como un personaje jugable alternativo en Spider-Man: Web of Fire, lanzado en 1996, con la voz de Dee Bradley Baker.[85]
- Apareció en el videojuego de Spider-Man del año 2000, de nuevo con la voz de Dee Bradley Baker.
- Es el personaje principal en el juego de Game Boy Advance basado en la película de 2003.[86]
- Aparece como personaje jugable en el videojuego de 2005 Marvel Nemesis: Rise of the Imperfects, con la voz de David Kaye.[87]
- Matt Murdock hizo un cameo en el videojuego de 2005 The Punisher, con la voz de Steven Blum, donde ejercía como abogado de Punisher.[88]
- Aparece como un personaje disponible en Marvel: Ultimate Alliance, con la voz de Cam Clarke y con la posibilidad de vestirlo con distintos trajes como el clásico, original (suplente clásico traje amarillo), Armored, y Marvel Knights. Para desbloquear al personaje es necesario recopilar ocho de sus figuras de acción.[89]
- Es un personaje jugable en Marvel: Ultimate Alliance 2, con la voz de Brian Bloom en las versiones de Wii y PS2.
- Matt Murdock hace un cameo en la final de Chris Redfield para Marvel vs Capcom 3: Fate of Two Worlds, donde se muestra una actuación fiscal por parte del héroe en el juicio de Albert Wesker. Además, en el escenario Daily Bugle, hay un cartel publicitario para "Nelson & Murdock - Attorneys at Law". Daredevil aparece a su vez en el escenario Shadowland en Ultimate Marvel vs Capcom 3 con su traje negro. Cabe destacar también que una versión zombi de Daredevil hace un cameo en el final de Frank West de Ultimate Marvel vs Capcom 3.
- Es un personaje jugable en Marvel Super Hero Squad Online, donde Brian Bloom repite su papel de Marvel: Ultimate Alliance 2. Sus atuendos son su traje rojo estándar, su clásico traje de color amarillo y su traje blindado.
- Está disponible como contenido descargable para el juego LittleBigPlanet como parte de "Marvel Costume Kit 1".[90]
- Es un personaje jugable en el juego de Facebook Marvel: Avengers Alliance.
- Es un personaje jugable en el MMORPG Marvel Heroes,[91] de nuevo con la voz de Brian Bloom.
- Aparece como un personaje jugable en Lego Marvel Super Heroes,[92] donde Steven Blum retoma su papel del videojuego The Punisher.
- Daredevil aparece como un personaje jugable en Marvel Contest of Champions.
- Aparece como un personaje desbloqueable en el juego Marvel Future Fight.
- Aparece en Lego Marvel Super Heroes 2.[93]
- Aparece como personaje jugable en Marvel Ultimate Alliance 3: The Black Order.
- Aparece como personaje jugable en la tienda de objetos del juego Fortnite: Battle Royale.